# Villazón
Villazón es una ciudad y municipio fronterizo del sur de Bolivia, capital de la provincia de Modesto Omiste en el departamento de Potosí. Según el censo de 2012, Villazón tiene una población urbana de 35 167 habitantes lo que le convierte en la segunda ciudad más poblada de todo el departamento potosino, después de la ciudad de Potosí (la capital departamental). En cuanto a su población municipal (incluyendo el área urbana y rural) el municipio de Villazón alcanza una población de 44 645 habitantes. 
La ciudad se encuentra sobre la orilla norte del río del mismo nombre. Al otro lado del río, en territorio argentino, se encuentra la ciudad de La Quiaca, provincia de Jujuy.
Villazón se encuentra a una distancia de 347 km de la ciudad de Potosí, y a una altura de 3.400 msnm. Fue fundada el 20 de mayo de 1910, durante el gobierno de Eliodoro Villazón, del cual obtuvo su nombre. Su población se estima en 49.500 habitantes (2012).
La temperatura es de montaña, con un promedio de 12 °C y pocas precipitaciones al año. Es relativamente más calurosa que el resto del departamento por encontrarse a menor altura.
Es terminal de la línea ferroviaria que, por el norte, llegaba hasta Potosí, Oruro y La Paz, y por el sur, hasta la ciudad de Buenos Aires. Esto ha contribuido en el desarrollo turístico del cual la localidad se beneficia.

## Geografía
Villazón se encuentra en la parte sur de la meseta árida del Altiplano boliviano. Debido a la ubicación interior, el clima es fresco y seco y se caracteriza por un clima diurno típico en el que las fluctuaciones de temperatura entre el día y la noche suelen ser significativamente mayores que las fluctuaciones estacionales.

### Clima
Su clima es frío con gran amplitud térmica diaria. La temperatura media es de 11,08 °C y una oscilación anual de 9,9 °C. La temperatura media anual fluctúa ligeramente entre unos 5 °C en junio/julio y unos 14 °C de noviembre a marzo. La precipitación anual es de solo unos 350 mm, con una estación seca pronunciada de abril a octubre con una precipitación mensual inferior a 10 mm y una estación húmeda de diciembre a febrero con una precipitación mensual de 70-90 mm.
| Parámetros climáticos promedio de Villazón | Parámetros climáticos promedio de Villazón | Parámetros climáticos promedio de Villazón | Parámetros climáticos promedio de Villazón | Parámetros climáticos promedio de Villazón | Parámetros climáticos promedio de Villazón | Parámetros climáticos promedio de Villazón | Parámetros climáticos promedio de Villazón | Parámetros climáticos promedio de Villazón | Parámetros climáticos promedio de Villazón | Parámetros climáticos promedio de Villazón | Parámetros climáticos promedio de Villazón | Parámetros climáticos promedio de Villazón | Parámetros climáticos promedio de Villazón |
| Mes                                        | Ene.                                       | Feb.                                       | Mar.                                       | Abr.                                       | May.                                       | Jun.                                       | Jul.                                       | Ago.                                       | Sep.                                       | Oct.                                       | Nov.                                       | Dic.                                       | Anual                                      |
| ------------------------------------------ | ------------------------------------------ | ------------------------------------------ | ------------------------------------------ | ------------------------------------------ | ------------------------------------------ | ------------------------------------------ | ------------------------------------------ | ------------------------------------------ | ------------------------------------------ | ------------------------------------------ | ------------------------------------------ | ------------------------------------------ | ------------------------------------------ |
| Temp. media (°C)                           | 14.7                                       | 14.3                                       | 14.0                                       | 11.8                                       | 8.2                                        | 5.6                                        | 5.3                                        | 7.3                                        | 9.8                                        | 12.6                                       | 14.1                                       | 14.6                                       | 11                                         |
| Precipitación total (mm)                   | 84.0                                       | 70.3                                       | 51.6                                       | 9.2                                        | 1.3                                        | 1.7                                        | 0.0                                        | 2.4                                        | 3.3                                        | 14.8                                       | 32.7                                       | 73.0                                       | 344.3                                      |
| Fuente: GeoKLIMA                           |                                            |                                            |                                            |                                            |                                            |                                            |                                            |                                            |                                            |                                            |                                            |                                            |                                            |

## Demografía
De acuerdo con el censo boliviano de 2024, la población del municipio de Villazón es de 49 312 habitantes.
La población del municipio aumentó en más de la mitad entre 1992 y 2024, mientras que la población de la ciudad se ha triplicado entre 1992 y 2012:
| Año  | Habitantes (municipios) | Habitantes (ciudad) | Fuente |
| ---- | ----------------------- | ------------------- | ------ |
| 1950 | -                       | 6.261               | Censo  |
| 1976 | -                       | 12.536              | Censo  |
| 1992 | 31.737                  | 23.670              | Censo  |
| 2001 | 36.266                  | 28.045              | Censo  |
| 2012 | 44.645                  | 35.167              | Censo  |
| 2024 | 49.312                  |                     | Censo  |

## Economía
Villazón es un pueblo fronterizo típico, el comercio de bienes legales y de contrabando es la industria dominante. Es conocida como una ciudad de compras en la provincia argentina de Jujuy debido a sus bajos precios. Hay un intenso movimiento comercial con la localidad Argentina de La Quiaca, gran parte del cual es contrabando. Se comercializan toneladas de mercancías, cargadas en las espaldas de millares de vendedores que, a diario, cruzan la frontera en una y otra dirección (conocido localmente como 'comercio hormiga') de productos alimentarios, electrónicos y bebidas. El comercio es tan sólo parcialmente controlado por las aduanas, que atienden a un tráfico que se moviliza a pie, camión, automóvil o tren.
El centro es moderno y se caracteriza por pequeñas tiendas que venden principalmente textiles y electrónica.

## Transporte
Villazón se encuentra a 353 kilómetros por carretera al sur de Potosí, la capital departamental. Desde Villazón en dirección norte, la carretera troncal pavimentada Ruta 14 conduce 92 kilómetros hasta la localidad de Tupiza y otros 261 kilómetros por Cuchu Ingenio hasta Potosí. Desde Villazón en dirección noreste, la Ruta 28 sin asfaltar conduce 165 kilómetros hasta la ciudad de Padcaya en el departamento de Tarija. Allí se encuentra con la Ruta 1, que va hacia el sur hasta el pueblo de Bermejo y hacia el norte luego de 51 kilómetros llega a Tarija y luego de otros 362 kilómetros a Potosí.

## Enlaces externos

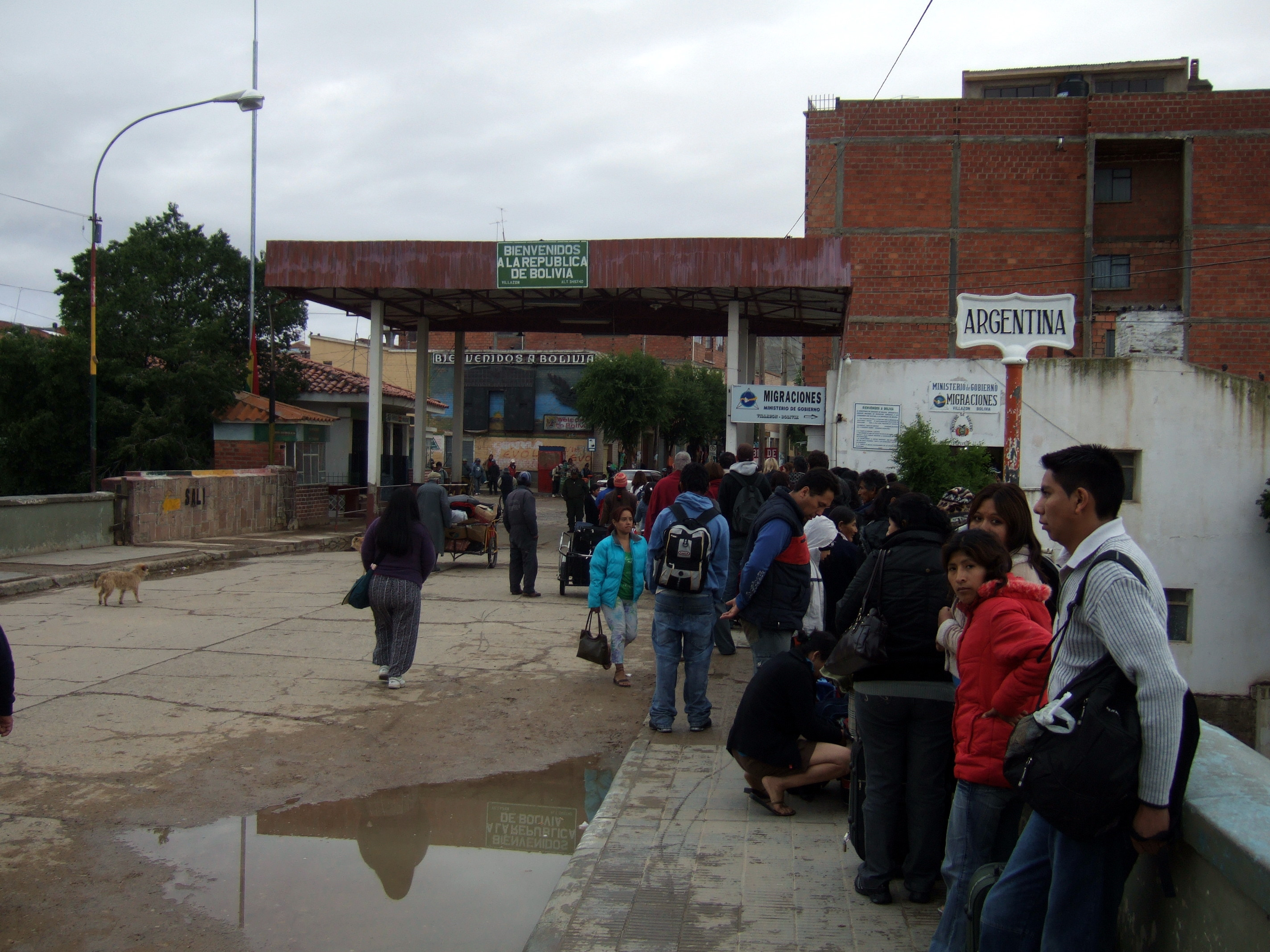
Gente haciendo cola en la frontera boliviana para cruzar hacia Villazón
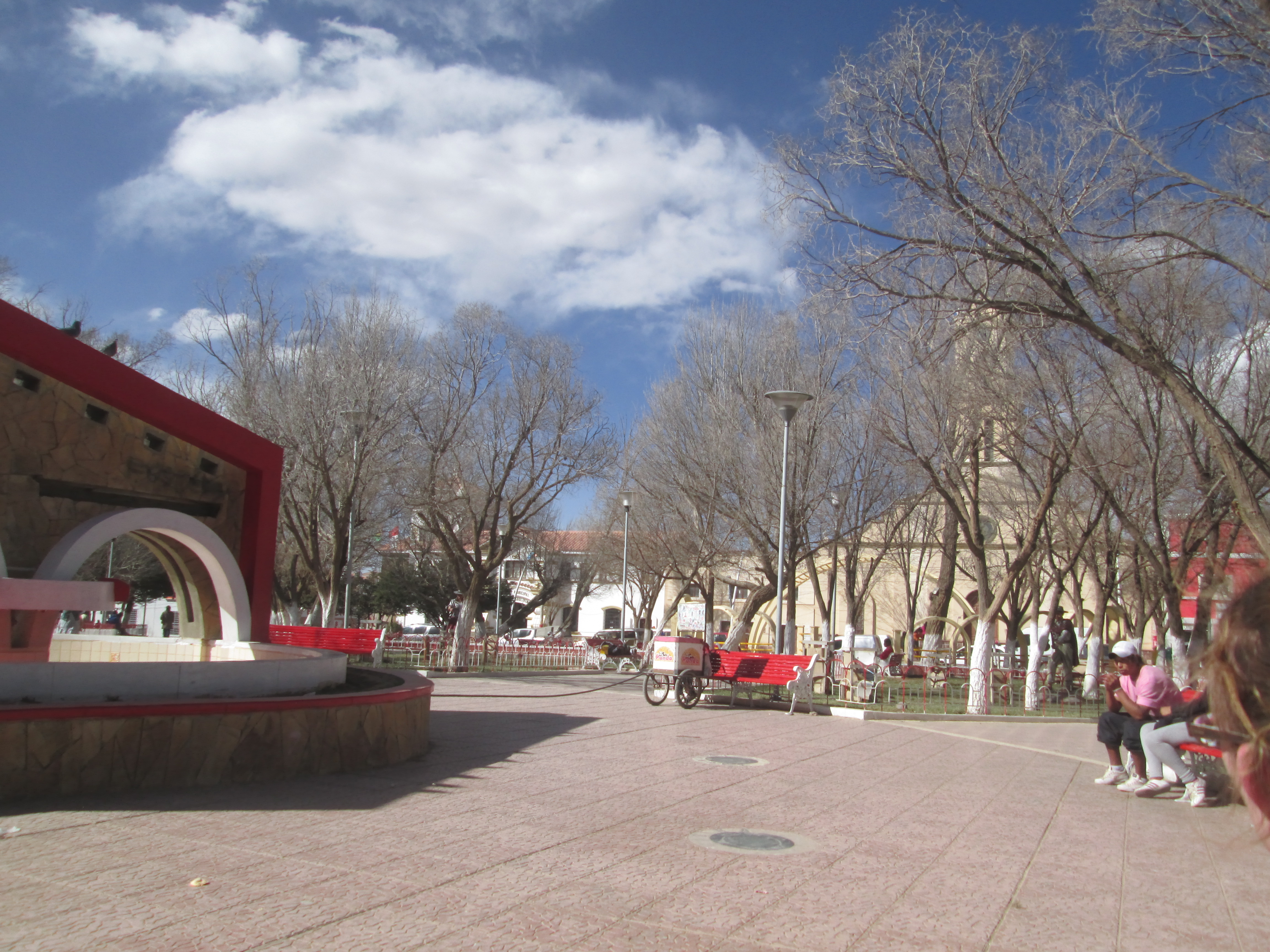
Plaza central de la ciudad boliviana
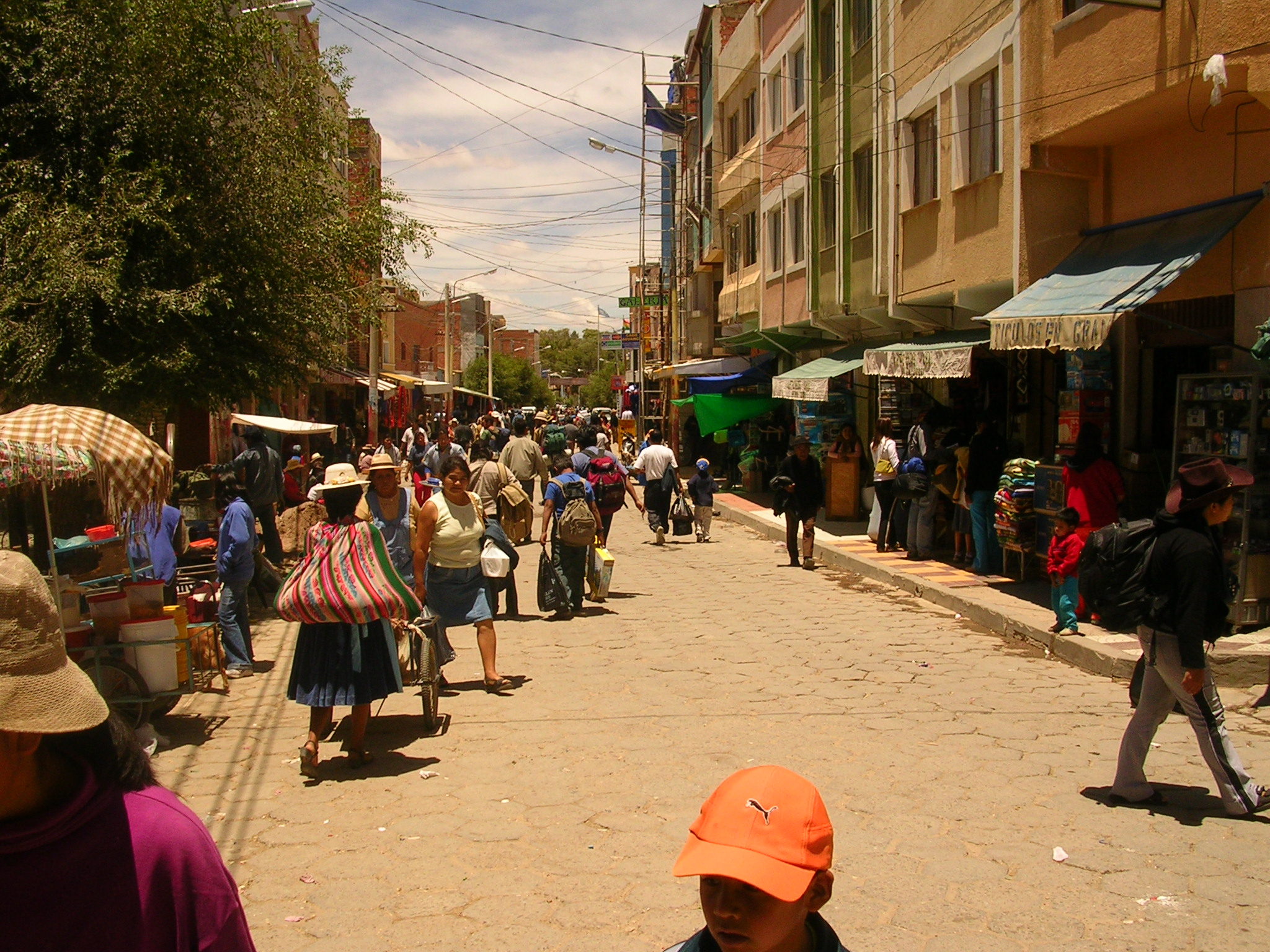
Una pintoresca peatonal de Villazón